# Alisa Ozhogina
Alisa Ozhogina Ozhogin (in russo Алиса Ожогина?, Alisa Ožogina; Mosca, 31 ottobre 2000) è una nuotatrice artistica russa naturalizzata spagnola.

## Palmarès
- Giochi olimpici

Parigi 2024: bronzo nella gara a squadre.
- Mondiali

Budapest 2022: bronzo nel team highlights
Fukuoka 2023: oro nella gara a squadre (programma tecnico), bronzo nel duo (programma tecnico)
Doha 2024: argento nella gara a squadre (programma tecnico), bronzo nel duo tecnico
Singapore 2025: bronzo nella gara a squadre (programma tecnico) e nella gara a squadre (programma libero).
- Europei

Budapest 2020: argento nella gara a squadre (programma libero), bronzo nella gara a squadre (programma tecnico)
Belgrado 2024: oro nella gara a squadre (programma tecnico)
Funchal 2025: oro nella gara a squadre (programma tecnico) e nella gara a squadre (programma libero)
- Giochi europei

Cracovia 2023: oro nella gara a squadre (programma tecnico) e nella gara a squadra (programma libero)

### Coppa del Mondo
- 10 podi:
  - 8 vittorie (2 nel duo e 6 nella gara a squadre)
  - 1 secondo posto (1 nella gara a squadre)
  - 1 terzo posto (1 nella gara a squadre)

#### Coppa del mondo - vittorie
| Data           | Luogo    | Paese   | Disciplina   |
| -------------- | -------- | ------- | ------------ |
| 14 maggio 2023 | Soma Bay | Egitto  | Duo tecnico  |
| 2 giugno 2023  | Oviedo   | Spagna  | Team tecnico |
| 3 giugno 2023  | Oviedo   | Spagna  | Duo tecnico  |
| 1 marzo 2025   | Parigi   | Francia | Team tecnico |
| 11 aprile 2025 | Soma Bay | Egitto  | Team libero  |
| 12 aprile 2025 | Soma Bay | Egitto  | Team tecnico |
| 1 maggio 2025  | Markham  | Canada  | Team tecnico |
| 2 maggio 2025  | Markham  | Canada  | Team libero  |